# Roberto Bazlen
(Bobi Bazlen, Il capitano di lungo corso)
Roberto Bazlen, noto anche come Bobi Bazlen (Trieste, 10 giugno 1902 – Milano, 27 luglio 1965), è stato un critico letterario, traduttore e curatore editoriale italiano.
Studioso in particolare della letteratura tedesca, fu consulente editoriale di varie case editrici italiane, quali Nuove Edizioni Ivrea, Edizioni di Comunità, Bompiani, Astrolabio, Giulio Einaudi e Adelphi.

## Biografia
(Roberto Calasso su Bobi Bazlen)
Bazlen nacque a Trieste il 10 giugno 1902. Il padre, Eugenio Bazlen, nativo di Stoccarda (in Germania) e di religione luterana, morì un anno dopo la nascita di Roberto; crebbe quindi con la famiglia della madre, Clotilde Levi Minzi, triestina, appartenente alla media borghesia ebraica, convertita alla confessione del marito, il che permise al figlio di far stabilire la sua "non appartenenza alla razza ebraica". Studiò nella scuola di lingua tedesca Realgymnasium, dove si appassionò alle materie letterarie, in ciò incoraggiato dal suo insegnante, il professor Mayer. Lasciata Trieste, visse a Genova, Milano e Roma.
Fu amico di Luciano Foà, Adriano Olivetti, Umberto Saba, Giacomo Debenedetti, Italo Calvino e Eugenio Montale (che conobbe nell'inverno del 1923, e che gli dedicò la lirica Mediterraneo, negli Ossi di seppia dell'ed. 1928). Fu proprio Bazlen a consigliare a Montale La coscienza di Zeno di Italo Svevo (di cui fu uno dei primi scopritori), e a inviargli la foto di Dora Markus (invitandolo a scrivere una poesia su di lei). Fu in analisi dallo psicologo junghiano Ernst Bernhard, col quale rimase in rapporto fino alla morte. Grazie alle sue scelte, fece conoscere in Italia le opere di Sigmund Freud (pubblicò nel 1952, con la casa editrice romana Astrolabio, la prima traduzione italiana dell'Interpretazione dei sogni), Franz Kafka, Robert Musil (L'uomo senza qualità) e Carl Gustav Jung.
Bazlen non pubblicò nulla in vita, ma nella raccolta Scritti (1984, che comprende anche le Lettere a Montale) vennero presentate le sue opere postume Lettere editoriali (1968), Note senza testo (1970) e Il capitano di lungo corso (1976); quest'ultimo libro è un romanzo, tradotto dal tedesco da Roberto Calasso, che parla di un passante della terra in viaggio secondo uno schema-modello d'ispirazione implicitamente omerica. La vita di Bazlen è al centro del romanzo Lo stadio di Wimbledon (1983) di Daniele Del Giudice, romanzo adattato al cinema da Mathieu Amalric sotto il titolo Lo stadio di Wimbledon (2002). A Bazlen è dedicato il libro Bobi (2021) di Roberto Calasso, edito da Adelphi, nel quale si intrecciano i ricordi del Bazlen lettore e figura di primo piano nel mondo letterario ed editoriale italiano, e la raccolta di scritti e testimonianze Bazleniana, con i disegni del diario dell’analisi di Roberto Bazlen fatta da Ernst Bernhard (Acquario, Torino, 2022).

## Opere[13]
- Lettere editoriali, Milano, Adelphi, 1968.
- Note senza testo, a cura di Roberto Calasso, Milano, Adelphi, 1970.
- Il capitano di lungo corso, a cura di Roberto Calasso, Milano, Adelphi, 1973.
- Scritti, a cura di Roberto Calasso, Milano, Adelphi, 2019 [1984], ISBN 978-88-459-3350-9.
- La lotta con la macchina da scrivere, Milano, Adelphi, 1993.
- Scusi questo tono da maestrino. Una lettera inedita allo scrittore triestino, in «il Piccolo», 14 aprile 1993, p. 5.
- Roberto Bazlen, Giorgio Voghera, Le tracce del sapiente. Lettere 1949-1965, a cura di Renzo Cigoi, Udine, Campanotto, 1995.

### Traduzioni di Roberto Bazlen
- Bertolt Brecht, Gli affari del signor Giulio Cesare e Storie da calendario, traduzione di Lorenzo Bassi, Paolo Corazza e Franco Fortini, Torino, Einaudi, 1959.
- Kenneth Burke, Antonio si pronuncia sul dramma, in «Prospettive U.S.A.», a. II, n. 5, pp. 76–90.
- Manny Farber, Il cinema non è più il cinema, in «Prospettive U.S.A.», a. II, n. 2, inverno 1953, pp. 175–194.
- Sigmund Freud, Introduzione allo studio della psicoanalisi, traduzione di Roberto Bazlen, Roma, Astrolabio, 1948.
- Sigmund Freud, L'interpretazione dei sogni, traduzione di Roberto Bazlen, Roma, Astrolabio, 1948.
- Oscar Handlin, Democrazia e potere: l'immigrato nella vita politica americana, in «Prospettive U.S.A.», a. I, n. 1, autunno 1952, pp. 81–83.
- Hugh Harrison, Case americane. Architettura moderna, in «Prospettive U.S.A.», a. II, n. 5, autunno 1953, pp. 14-36.
- Carl Gustav Jung, Psicologia e educazione, traduzione di Roberto Bazlen, Roma, Astrolabio, 1947.
- Carl Gustav Jung, Lo sviluppo della personalità, traduzioni di Roberto Bazlen e Rossana Leporati, cura editoriale di Anna Maria Massimello, Torino, Bollati Boringhieri, 1991.
- Carl Gustav Jung, Psicologia e alchimia, traduzione di Roberto Bazlen, Roma, Astrolabio, 1950.
- Herbert Marcuse, Eros e civiltà, introduzione di Giovanni Jervis, traduzione di Lorenzo Bassi, Torino, Einaudi, 1964.
- Jean Rostand, L'uomo artificiale, traduzione di Lorenzo Bassi, Torino, Einaudi, 1959.
- Eckart Von Sydow, Poesia dei popoli primitivi. Lirica religiosa, magica e profana, scelta, introduzione e note di Eckart von Sydow, traduzione e cura di Roberto Bazlen, Parma, Guanda, 1951.
- William Carlos Williams, La distruzione di Tenochtitlán e Commedia morta e sepolta, in «Prospettive U.S.A.» , a. I, n. 1, autunno 1952, pp. 30-41 e 52-61.
- William Troy, Virginia Woolf e il romanzo della sensibilità. Tre commenti 1932, 1937, 1952. Sviluppi di una posizione critica nel corso di vent'anni, in «Prospettive U.S.A.», a. III, n. 6, pp. 70-94.
- William Carlos Williams, I racconti del dottor Williams, introduzione di Van Wyck Brooks, traduzione di Lorenzo Bassi, Torino, Einaudi, 1963.